# 赤砂崎公園
赤砂崎公園（あかすなさきこうえん）は、長野県諏訪郡下諏訪町にある公園である。

## 概要
2010年に下諏訪町議会9月定例において青木悟下諏訪町長が赤砂崎用地を防災公園として整備する方針を示した。
公園は、下諏訪町出身で世界的に有名な建築家である、伊東豊雄にイメージのデザインスケッチを依頼。公園全体のコンセプトは「五つの輪（和）－野の花の中に五つの輪が浮かぶ」。野の草や花をちりばめた自然なままの公園、季節感を楽しめる公園、エリアごと特徴的な人が集う場所、災害時に避難できる公園などを掲げている。

### 左岸公園
2011年度から整備を開始し、防災ヘリポート兼用広場、ジョギングコース、パーゴラ、マンホールトイレ、公衆便所兼防災倉庫、燃料湖、多目的グラウンド、管理棟の整備を行い、2017年4月の野球・ソフトボール・サッカーなどが楽しめる「多目的グラウンド」の供用開始をもって左岸区域全体が完成した。

### 右岸広場
2017年度から広場や展望丘、各種遊具の整備のほか、公衆トイレ兼防災倉庫の建設などを進め、2020年4月26日の供用開始をもって右岸区域全体が完成し、赤砂埼公園のすべての整備が完了した。

## 施設
平常時には一般の公園、災害時には物資の集積や避難場所、仮設住宅の設置場所になる公園である。
町民のみならず、諏訪圏域の防災拠点として諏訪湖周りの安心安全なまちづくりとして設置された公園でもある。

### 多目的広場
設備
- パーゴラ
- バスケットコート(ハーフ)
- 公衆便所
- 駐車場(24台)
- かまどベンチ
- 防災倉庫、資材置場

### 多目的グラウンド
- 親水広場
- 管理棟・公衆便所・防災倉庫
- 駐車場 (86台)
- 地下収納式トイレ（下水道直結式2基、便槽式５基)

### 防災ヘリポート広場
設備
- 防災ヘリパット
- ジョギングロード
- ピクニック広場
- 駐車場(100台)
- 公衆便所・防災倉庫
- 地下収納式トイレ
- 燃料庫
- 地下収納式トイレ(下水道直結式6基、便槽式5基)

### 右岸広場
右岸は子供の輪、丘の輪からなり、左岸は太陽の輪、大地の輪、緑の輪からなる。
設備
- 築山
- 遊戯施設
- ビオトープ
- 碼川ふれあい渚
- 公衆便所・防災倉庫
- 駐車場(85台)
- かまどベンチ
- 地下収納式トイレ (便槽式10基)

## 歴史
- 2011年 - 防災ヘリポート兼広場、ジョギングコース、パーゴラ、マンホールトイレ、公衆トイレ兼防災倉庫を設置、燃料庫、多目的グラウンド、管理等の設備を行った。
- 2017年4月 - 野球・ソフトボール・サッカーなどが楽しめる多目的グラウンドの供用を開始。また、多目的広場駐車場の整備により、左岸公園が完成することから、右岸エリアの用地買収、広場の基盤整備に着手。良好な水辺環境と景観を活かした住民のお憩いの場となる緑のオープンスペース（約7.3ヘクタール）を整備する事業も進めている。
- 2019年 - 右岸広場の整備(遊具の設置、広場の整備等)及び、用地購入を行った。
- 2020年 - 全面供用を開始した。
- 2020年9月20日、21日 - 下諏訪商工会議所青年部が主催した「夜空のドライブインシアター」が赤砂崎公園駐車場で開催された。駐車場に縦5メートル×幅10メートルの大型スクリーンが設置され、家族連れなどの車でにぎわった[8]。
- 2021年2月23日 - 赤砂崎公園に地元産食材を用いた蕎麦屋のキッチンカーが出店開始した。コロナ禍における販路拡大を目指した取り組みであり、「切りたてそばを出すキッチンカーは全国初」であるという[9]。
- 2021年2月には、下諏訪町によって赤砂崎公園右岸広場駐車場にキャンピングカー向けの電源設備4基が設置された[10]。